# السهوب الأوراسية

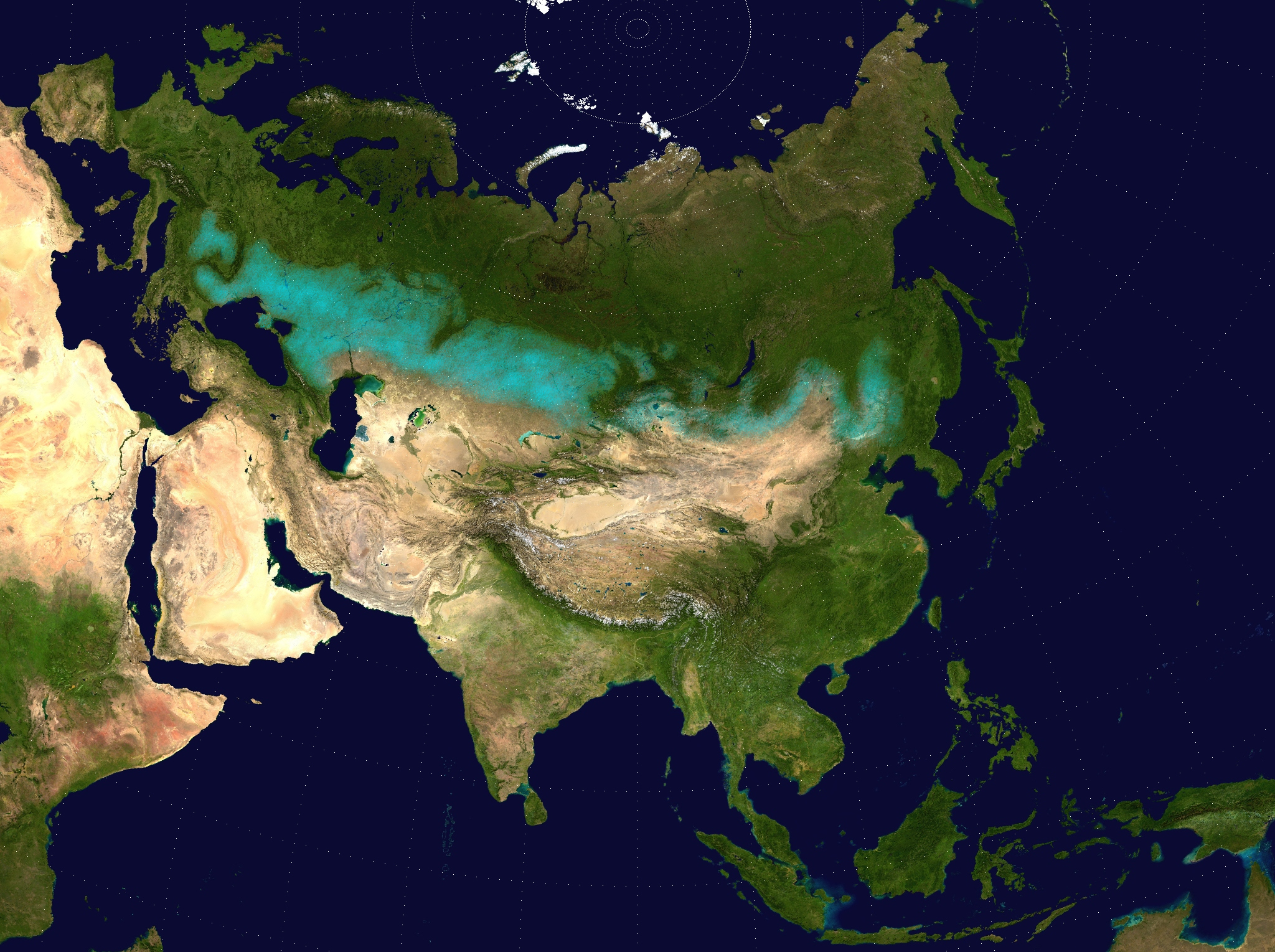
حزام السهوب الأوراسية (باللون الفيروزي)

السهوب الأوراسية، وتسمى أيضًا السهوب الكبرى أو السهوب فقط، وهي منطقة السهوب البيئية الشاسعة في أوراسيا. تمتد من بلغاريا ورومانيا ومولدوفا عبر أوكرانيا وروسيا وكازاخستان وشينجيانغ ومنغوليا إلى منشوريا، وتضم واحدًا من أكبر السهوب الحبيسة وهي السهوب البانونية أو بوسزتا، وتقع حاليًا في المجر.
منذ العصر الحجري القديم ربط مسار السهوب الأوراسية كلًّا من أوروبا الشرقية وآسيا الوسطى وشرق آسيا وجنوب آسيا والشرق الأوسط اقتصاديًّا وسياسيًّا وثقافيًّا من خلال طرق التجارة البرية. طريق السهوب هو السلف لطريق الحرير التي فتحت خلال العصور القديمة والعصور الوسطى، و كذلك الأمر بالنسبة للجسر البري الأوراسي في عصرنا الحديث.

## الجغرافيا

### الأقسام
تمتد السهوب الأوراسية لمسافة 8000 كيلومتر (5000 ميل) من قرب مصب نهر الدانوب في رومانيا إلى الجهة الغربية من منشوريا. وتحدها من الشمال غابات روسيا الأوروبية وروسيا الآسيوية أو سيبيريا. ولا توجد حدود جنوبية واضحة على الرغم من أن الأرض تصبح جافة بشكل متزايد كلما تحرك المرء نحو الجنوب. وتضيق السهوب عند نقطتين، مما يقسمها إلى ثلاثة أجزاء رئيسية.

#### السهوب البانونية (المنطقة الحبيسة)
السهوب البانونية هي منطقة حبيسة غرب السهوب الأوراسية، تفصلها عن السهوب الرئيسية جبال كاربات. وتوجد في النمسا والمجر ورومانيا وصربيا وسلوفاكيا في العصر الحديث.

#### سهوب بوتنيك - قزوين (السهوب الغربية)
سهوب بوتنيك - قزوين هي الطرف الأوروبي الرئيسي للسهوب الأوراسية وتبدأ بالقرب من مصب نهر الدانوب، وتمتد إلى الشمال الشرقي تقريبًا حتى قازان ثم إلى الجنوب الشرقي حتى الطرف الجنوبي لجبال الأورال. وكانت حافتها الشمالية عبارة عن شريط عريض من السهوب الحرجية التي جرى القضاء عليها الآن بسبب تحويل المنطقة بأكملها إلى أراضٍ زراعية. وفي الجنوب الشرقي تمتد السهوب المطلة على البحر الأسود وبحر قزوين بين البحر الأسود وبحر قزوين إلى جبال القوقاز. وفي الغرب تعد السهول المجرية الكبرى جزيرة من السهوب منفصلة عن السهوب الرئيسية بجبال ترانسيلفانيا. وعلى الشاطئ الشمالي للبحر الأسود توجد في شبه جزيرة القرم بعض السهوب الداخلية والموانئ على الساحل الجنوبي التي تربط السهوب بحضارات حوض البحر الأبيض المتوسط.

#### تضيق الأورال - قزوين
تضيق السهوب حول الطرف الجنوبي لجبال الأورال، على بعد نحو 650 كيلومترًا (400 ميل) شمال شرق بحر قزوين، ويشكل تضيق الأورال - قزوين، الذي يربط بين سهوب بونتيك - قزوين في أوروبا والسهوب الكازاخية (سباسب كازاخستان) في آسيا الوسطى.

#### السهوب الكازاخية (السهوب الوسطى)
تمثل السهوب الكازاخية معظم السهوب الأوراسية في آسيا الوسطى. وتمتد من جبال الأورال إلى جونغاريا. وإلى الجنوب تصبح شبه صحراوية ثم صحراء يقطعها نهران عظيمان هما نهر جيحون (أوكسوس) ونهر سيحون (جاكسارتس)، اللذان يتدفقان باتجاه الشمال الغربي إلى بحر آرال ويوفران الري للزراعة. وفي الجنوب الشرقي يوجد وادي فرغانة المكتظ بالسكان، وإلى الغرب منه توجد مدن الواحات العظيمة طشقند وسمرقند وبخارى على طول نهر زرافشان. وللمنطقة الجنوبية تاريخ معقد، بينما كانت السهوب الكازاخية في الشمال معزولة نسبيًا عن التيارات الرئيسية للتاريخ المسجل.

#### التضيق الجونغاري
على طول الحدود الصينية السوفيتية السابقة تمتد الجبال شمالًا حتى منطقة الغابات تقريبًا، فتفصل السهوب الوسطى عن السهوب الشرقية، تاركة مساحة محدودة من الأراضي العشبية في جونغاريا. ويربط هذا القسم المتقطع من السهوب الأوراسية السهوب الكبرى في آسيا الوسطى وشرق آسيا.
تقسم جبال تيان شان الممتدة من الشرق حتى الغرب السهوب إلى جونغاريا في الشمال وحوض تاريم في الجنوب. وتحد جونغاريا جبال تارباغاتاي من الغرب وجبال ألتاي المنغولية من الشرق، ولا يشكل أي منهما حاجزًا كبيرًا. وتتمتع جونغاريا بأراضي عشبية جيدة حول الأطراف وصحراء مركزية. وغالبًا ما كانت بمثابة امتداد غربي لمنغوليا وتربط منغوليا بالسهوب الكازاخية. وإلى الشمال من جونغاريا توجد الجبال والغابات السيبيرية. إلى الجنوب والغرب من جونغاريا، ويفصلها عنها جبال تيان شان، توجد منطقة تبلغ مساحتها ضعف مساحة جونغاريا تقريبًا، وهي حوض تاريم البيضاوي. والظروف القاحلة في حوض تاريم تجعله غير مناسب لإعالة السكان الرحل. ومع ذلك على طول محيطه تنحدر الأنهار من الجبال، مما يخلق دائرة من المدن التي ازدهرت من خلال الزراعة المروية وانخرطت في التجارة بين الشرق والغرب. شكل حوض تاريم جزيرة حضارية قريبة في وسط السهوب. وكان طريق الحرير الشمالي يمتد على طول الجانبين الشمالي والجنوبي لحوض تاريم ثم عبر الجبال غربًا إلى وادي فرغانة. وفي الطرف الغربي من الحوض تربط جبال بامير جبال تيان شان بجبال الهملايا. إلى الجنوب تفصل جبال كونلون حوض تاريم عن هضبة التبت ذات الكثافة السكانية المنخفضة.

#### السهوب المنغولية المنشورية (السهوب الشرقية)
السهوب المنغولية المنشورية هي الجزء الرئيسي من السهوب الأوراسية في شرق آسيا. وتغطي أجزاء كبيرة من منغوليا ومقاطعة منغوليا الداخلية الصينية. ويفصل بينهما منطقة جافة نسبيًا فيها صحراء جوبي. وإلى الجنوب من السهوب المنغولية توجد هضبة التبت المرتفعة قليلة السكان. أما الحافة الشمالية للهضبة فهي ممر قانسو أو هيكسي، وهو حزام سكاني ذو كثافة معتدلة يربط الصين بحوض تاريم. وكان ممر قانسو هو الطريق الرئيسي لطريق الحرير. وفي الجنوب الشرقي كان طريق الحرير يمر عبر بعض التلال إلى وادي نهر وي المتدفق شرقًا والذي يؤدي إلى سهل شمال الصين.
إلى الجنوب من جبال خينجان وشمال جبال تايهانغ، تمتد السهوب المنغولية المنشورية شرقًا إلى منشوريا باسم سهوب لياو شي. وفي منشوريا تتحول السهوب إلى غابات وجبال دون أن تصل إلى المحيط الهادئ. وكانت المنطقة الوسطى من السهوب الحرجية مأهولة بالسكان من الرعاة والمزارعين، بينما كانت هناك إلى الشمال والشرق مجموعة ضئيلة من قبائل الصيادين من النوع السيبيري.

### الحيوانات
كانت الثدييات الكبيرة في السهوب الأوراسية هي خيل برجفالسكي، وظباء سيغة، والغزال المنغولي، والغزال الدرقي، والجمل الوحشي، والأخدر. ومن الحيوانات المفترسة التي تجوب السهوب الذئب الرمادي، وثعلب السهوب، والسنور المغولي، وأحيانًا الدب البني. أما الثدييات الأصغر حجمًا فهي العضل المنغولي، وسنجاب الأرض الصغير، ومرموط بوباك.
علاوة على ذلك، تعد السهوب الأوراسية موطنًا لمجموعة كبيرة ومتنوعة من أنواع الطيور. ومن بين أنواع الطيور المهددة بالانقراض التي تعيش هناك مثلًا ملكة العقبان الشرقية، والعويسق، والحبارى الكبرى، والحمامة صفراء العينين، والبط الأبيض الحلق.
كانت الحيوانات المستأنسة الأساسية هي الأغنام والماعز مع عدد أقل من الأبقار مما قد يتوقعه المرء. كما كانت الجمال تستخدم في المناطق الأكثر جفافًا للنقل إلى أقصى الغرب حتى أستراخان. وكان هناك بعض القطاس الأليف على طول حافة التبت. واستُخدم الحصان للنقل والحرب. وجرى تدجين الحصان لأول مرة في سهوب بوتنيك - قزوين أو الكازاخية في وقت ما قبل 3000 قبل الميلاد، لكن الأمر استغرق وقتًا طويلًا حتى تطورت الرماية من على ظهور الخيل ولم تتوضح العملية بالكامل. ولا يبدو أن الرِكاب قد جرى تطويره بالكامل حتى عام 300 بعد الميلاد.

### العمليات البيئية
تشهد أجزاء من السهوب الأوراسية تحولًا في النظام البيئي من خلال زحف النباتات الخشبية، مثل سهوب البحر الأسود - كازاخستان، وسهوب هضبة التبت، وسهوب آسيا الوسطى. وتتضمن هذه العملية الزيادة التدريجية للشجيرات على حساب الأعشاب.